# Championnat de Somalie de football 2019
Navigation
Edition précédente Edition suivante
La saison 2018-2019 du Championnat de Somalie de football est la 46e édition du championnat de première division nationale. Les dix clubs engagés sont regroupés au sein d'une poule unique où ils s'affrontent à deux reprises au cours de la saison. À l'issue du championnat, les deux derniers du classement sont relégués et remplacés par les deux meilleurs clubs de deuxième division.
C'est le Dekedaha Football Club, double tenant du titre, qui remporte à nouveau la compétition cette saison après avoir terminé en tête du classement final, avec deux points d'avance sur Horsed Football Club. Il s'agit du cinquième titre de champion de Somalie de l'histoire du club.

## Participants
- Elman Football Club
- Jazeera FC - Promu de Second Division
- Madbacadda FC
- Mogadiscio City Club[1]
- Horsed Football Club
- Jeenyo United
- Dekedaha Football Club
- Gaadiidka FC
- Midnimo FC - Promu de Second Division
- Heegan Football Club

## Compétition

### Classement
Le classement est établi sur le barème de points classique (victoire à 3 points, match nul à 1, défaite à 0). Pour départager les égalités, on tient d'abord compte de la différence de buts générale, puis du nombre de buts marqués, puis des confrontations directes.
| Rang | Équipe                  | Pts | J  | G  | N | P  | Bp | Bc | Diff |
| ---- | ----------------------- | --- | -- | -- | - | -- | -- | -- | ---- |
| 1    | Dekedaha Football ClubT | 42  | 18 | 13 | 3 | 2  | 37 | 13 | +24  |
| 2    | Horsed Football ClubC   | 40  | 18 | 12 | 4 | 2  | 39 | 8  | +31  |
| 3    | Elman Football Club     | 35  | 18 | 10 | 5 | 3  | 35 | 20 | +15  |
| 4    | Heegan Football Club    | 32  | 18 | 9  | 5 | 4  | 27 | 13 | +14  |
| 5    | Mogadiscio City Club    | 26  | 18 | 7  | 5 | 6  | 31 | 22 | +9   |
| 6    | Jazeera FCP             | 21  | 18 | 5  | 6 | 7  | 27 | 35 | -8   |
| 7    | Midnimo FCP             | 18  | 18 | 5  | 3 | 10 | 10 | 25 | -15  |
| 8    | Gaadiidka FC            | 18  | 18 | 5  | 3 | 10 | 17 | 34 | -17  |
| 9    | Madbacadda FC           | 13  | 18 | 3  | 4 | 11 | 13 | 29 | -16  |
| 10   | Jeenyio United          | 5   | 18 | 1  | 2 | 15 | 16 | 53 | -37  |

|  | Qualification pour la Ligue des champions de la CAF 2019-2020                         |
|  | Qualification pour la Coupe de la confédération 2020-2021                             |
|  | Relégation directe en Second Division                                                 |
|  | T : Tenant du titre C : Vainqueur de la Coupe de Somalie P : Promu de Second Division |

## Bilan de la saison
| Championnat de Somalie de football 2019 |                                   |
| Champion                                | Dekedaha Football Club (5e titre) |
| Coupes et trophées                      |                                   |
| Vainqueur de la Coupe de Somalie 2019   | Horsed Football Club              |
| Qualifications continentales            |                                   |
| Ligue des champions de la CAF 2019-2020 | Dekedaha Football Club            |
| Coupe de la confédération 2020-2021     | Horsed Football Club              |
| Promotions et relégations               |                                   |
| Promus en First Division                | Raadsan FC                        |
| Promus en First Division                | Rajo FC                           |
| Relégués en Second Division             | Madbacadda FC                     |
| Relégués en Second Division             | Jeenyio United                    |